# Haus der Vergessenen
Haus der Vergessenen (Originaltitel: The People Under the Stairs) ist eine schwarzhumorige, US-amerikanische Horrorkomödie, die aufgrund der harten Gewaltszenen mitunter auch als Horrorfilm eingestuft wird.
Regisseur Wes Craven hat sich bei seinem Film von 1991 durch einen realen Fall inspirieren lassen, der sich 1978 in Los Angeles ereignet hat. Dort waren, durch einen Einbruch, zwei in einem Keller eingesperrte Kinder entdeckt worden.

## Handlung
Der arme, schwarze Junge Poindexter Williams (Spitzname „Fool“) befindet sich in finanziellen Nöten, die der kriminelle Zuhälter seiner Schwester für sich ausnutzt. Um Geld für seine kranke Mutter zu besorgen, beteiligt sich Williams an einem Einbruch in das gruselig wirkende Haus des seltsamen Paares der Robesons, die auch Vermieter der meisten Häuser im Ghetto sind, in dem auch Fool und seine Familie wohnen. In das Haus eingedrungen, entwickelt sich der Beutezug zu einem wahren Albtraum.
Die Hausbesitzer, „Mommy“ und „Daddy“, sind offensichtlich mordlustige Psychopathen, bei denen selbst Kannibalismus an der Tagesordnung zu sein scheint. Das Paar, das sich später als Bruder-Schwester-Gespann entpuppt, hat sein Haus zu einer wahren Festung umgebaut, aus der es scheinbar kein Entkommen gibt. Im Keller des Hauses hält das irre Paar komplett von der Außenwelt isoliert heranwachsende Kinder und Jugendliche gefangen, die sich über all die Jahre zu lichtscheuen Menschenfressern entwickelten. Fool lernt im Haus die kleine Alice kennen, die von dem Paar als ihre angebliche Tochter dort eingesperrt wird. Mit Hilfe des zwischen den Wänden des Hauses lebenden Roach gelingt Fool die Flucht aus dem Horror-Haus. Roach ist einer der Abkömmlinge des Horrorpaars und seine Mutter hatte ihm die Zunge entfernt, nachdem dieser geflucht hatte. Alice bleibt jedoch zurück. Mit der gesamten Nachbarschaft im Rücken kehrt der kleine Fool zurück und rettet Alice und die anderen Kinder.

## Kritiken
Für den Film-Dienst ist Das Haus der Vergessenen: Eine verquaste Mischung aus Splatter-Movie und Sozial-Märchen, deren parodistische Ansätze in unfreiwillige Komik umkippen. Allenfalls das originelle Dekor wird Freunde des Genres etwas aufmuntern.
Das Urteil des Horrorfilm Portals lautet: „Positiv ist, dass Wes Craven wieder einmal versucht die Genre Klischees aufzubrechen und etwas eigenes schafft. (...) Harter Horror mit einfacher Gesellschaftskritik - schwarzen Humor und vielen Schockeffekte und harten Szenen...“ Die Gewalt gegen Kinder wird jedoch als negativer Aspekt bewertet.
Vincent Canby von der New York Times bescheinigte dem Film 1991, dass er zwar seinen Teil an Blut und Gore aufweise, aber doch größtenteils gruselig und in Anbetracht der bizarren Umstände, überraschend komisch sei.

## Auszeichnungen
Regisseur Wes Craven erhielt für Das Haus der Vergessenen 1992 den Zuschauerpreis Pegasus des Brussels International Fantastic Film Festivals, Brandon Adams wurde 1993 für seine Leistung für einen Saturn Award als bester Jungschauspieler nominiert.

## Weiteres
- Es war für die damalige Zeit außergewöhnlich, dass ein schwarzer Teenager die Hauptrolle in einer Horrorkomödie spielte, die sogar soziale Aspekte (wie Armut) thematisierte, ohne dabei zu übertreiben.[2]
- Der Film war mit ca. 31 Millionen US-Dollar Einnahmen gegenüber ca. 5 Millionen US-Dollar Produktionskosten ein finanzieller Erfolg[5]
- Die beiden Darsteller Wendy Robie und Everett McGill spielten bereits in Twin Peaks ein Ehepaar.
- Im Januar 2018 wurde der Film in Deutschland nach 25 Jahren vom Index gestrichen.[6] Eine Neuprüfung durch die FSK ergab eine Altersfreigabe ab 16 Jahren für die ungekürzte Fassung.[7]